# Martyriusz (patriarcha Jerozolimy)
Martyriusz – trzeci patriarcha Jerozolimy; sprawował urząd w latach 478–486.